# Fruntimmersföreningens flickskola
Fruntimmerföreningens flickskola var ett läroverk för flickor i Göteborg, verksamt från 1815 till 1938. Verksamheten startade i "Bibliothekarie Bexells hus" vid Vallgatan, senare vid Södra Larmgatan 11, vid Landsvägsgatan 14, från 1882 vid Chalmersgatan 7 och därefter som en filial vid Vallgatan 24. Byggnaden med fyra våningar i rött terracottategel vid Chalmersgatan ritades av arkitekt Carl Fahlström och invigdes 6 oktober 1882 samt ombyggdes 1908. Fastighetens taxeringsvärde 1889 var 60 000 kronor. Skolans initiativtagare var Betty Scott, Louise Lamberg, Marie Lamberg och kommerserådinnan Malm och syftet var att åt döttrarna till mindre bemedlade ståndspersoner och tjänstemän, kunna erbjuda en bra undervisning. Styrelsen för skolan bestod endast av kvinnor, åtminstone fram till 1884. Vid skolans sista verksamhetsår 1938 var denna Sveriges äldsta flickskola som ännu var i drift.

## Historik

### Grundande
År 1815 bildades en "Association af Fruntimmer", vilka sände ut ett upprop med följande lydelse:

"För nödens och behofvets barn i samhället äro wisserligen utvägar vidtagne, att rädda dem från det elände och undergång, hvilket deras armod så ofta fullkomnat. En ny välgörenhetsinrättning blir likväl i dessa tider, wisst icke öfverflödig. I synnerhet då den har til föremål at grundligen hjelpa de Barn som däruti intages. En Association af Fruntimmer i denna stad har således förenat sig at bereda behöfvande Barn, den hjelp som kunde motsvara deras behof, och wågar, i hopp at härvid mötas af flera wälgörande bland sitt kön, låta widlagde Subscriptions Lista utgå at därå må teknas, hwad hwar och en finner sig kunna antingen årligen eller endast för det närwarande afse til utförande af et företag som för en början endast med inskränkning til et antal af 2 å 3 Barn kan påtänkas, och answara underteknade för sorgfälligt anwändande af de medel som til detta christeliga ändamål kunna insamlas." Betty Scott/Marie Lamberg/Lovisa Lamberg.
Skolan startade sin verksamhet 1815 under namnet "Pensionsinrättningen för fattiga flickor", vid en tidpunkt då den svenska ekonomin var starkt försvagad av Napoleonkrigens menliga inverkan. I april 1819 antogs istället namnet "Fruntimmersföreningens flickskola".

### Verksamhet och organisation
Fram till skolans omorganisation år 1865 ska den inte ha skilt sig nämnvärt från de vanliga flickpensionerna. Före 1869 ingick läroämnena svenska, historia, geografi, kristendom och gymnastik, men därefter fastslogs att eleverna även skulle läsa tyska, engelska, matematik, naturkunnighet, välskrivning, teckning, sång, handarbete, bokhålleri, klädsömnad och huslig ekonomi. År 1855 hade skolan 30 elever, "företrädesvis döttrar af torftiga embetsmän och borgare i Göteborg" och 1913 hade skolan 8 klasser samt fick då normalskolekompetens, vilket är att jämföra med realexamen.
Skolan tog fram till år 1830 emot internatelever, och dessa var 25 stycken år 1825.   År 1914 undervisade 15 lärare 176 elever.
Till en början var undervisningen kostnadsfri, endast föreningsmedlemmarnas årsavgifter (1820 var den 6 riksdaler) svarade för bidragen samt diverse donationer.  Men snart tillkom en obetydlig skolavgift, och 1876 fick man ett årligt statsunderstöd med 1 000 kronor.  
Skolans första föreståndarinna var Catarina (Thrina) Lysell († 1886, 102 år) fram till 1830 – efter henne kallades skolan under många år även för Lysellska skolan. Ytterligare en skola upprättades [när?] vid Vallgatan 24, där Lysells dotter Carolina blev föreståndare och lärarinna.

### Upplösning
Enligt beslut av Göteborgs stadsfullmäktige den 3 februari 1938, sammanfördes Fruntimmersföreningens flickskola, Mathilda Halls skola, Vasa flickskola (startade 1914) och Göteborgs Lyceum för flickor (startade 1917) till en kommunal flickskola, med namnet "Vasa kommunala flickskola". Efter tillstånd av Kungl. Maj:t den 29 juli 1938 började skolan sin verksamhet med höstterminen samma år. Dess skolbyggnad ingick i den trio av skolbyggnader, som låg i Burgårdsområdet vid Skånegatan.

## Donationerna, ett urval
Drottning Desideria var skolans beskyddare 1824-60. Donatorer: A. G. Levgren i dennes avlidna moders namn M. Chr. Levgren (1844) 6 000 riksdaler; F. U. von Aken (1848) 500 kronor; Kommerserådinnan Dickson (1857) 1 000 kronor; John Barclay (1862) 1 666 kronor; Fru C. Ch. Geijer (1865) 7 500 kronor; Anders Carlsson (1866) 5 000 kronor; R. Kittendorf (1876) 1 000 kronor; Fru Ida Dahl (1908) 5 000 kronor; Barclayska stipendiefonden (1862) 2 000 kronor; Fru Martina Gibsons stipendiefond (1903) 2 000 kronor; Kapten och fru Wockatź fond (1905) 500 kronor. Skolan har dessutom löpande, erhållit ett stort antal gåvor. Till en blivande nybyggnad bildades 1915-17 en fond, innehållande 90 500 kronor, med bidrag av bland andra fruarna; Oscar Ekman, Olof Wijk d.ä., A. Seaton, Simon Magnus, Matilda Broström, Claes Johansson, Erik Wijk, Mary von Sydow och W. R. Lundgren, friherrinnan Falkenberg, herr och fru W. Kullgren, Christoffer Carlander och C. O. Kjellberg samt D. Kennedy. Kapitalfonden uppgick 1855 till 14 325 riksdaler banco.
Under åren 1844 - 1922 uppgick donationerna till minst 20 000 riksdaler resp. 171 000 kronor.

## Föreståndare för Fruntimmersföreningens flickskola
- 1819–1830: Catarina (Thrina) Lysell[18]
- 1830–1865: Carolina Lysell (dotter till ovan)
- 1865–1882: Marie Berner
- 1882–1908: Johanna Lundgren
- 1908–1916: Lotten Lindborg
- 1916–1930: Ellen Adamsson[19]
- 1930–1938: Edit Hedin[20]